# Kenttäsaari (ö i Lappland, Norra Lappland, lat 69,17, long 28,48)
Kenttäsaari är en ö i Finland. Den ligger i sjön Enare träsk och i kommunen Enare i den ekonomiska regionen Norra Lappland och landskapet Lappland, i den norra delen av landet, 1 000 km norr om huvudstaden Helsingfors. Öns area är 3,4 hektar och dess största längd är 350 meter i nord-sydlig riktning.